# Corpus Inscriptionum Latinarum
Pour les articles homonymes, voir CIL.

Le Corpus Inscriptionum Latinarum (en abrégé CIL) est une collection générale des inscriptions latines anciennes rassemblant les inscriptions publiques et privées collectées. L'épigraphie est une source d'informations indispensable pour étudier l’Empire romain et plus généralement l’Antiquité.
Le CIL se propose de recueillir systématiquement toutes les inscriptions latines de tout le territoire géographique de l’Empire. Le Corpus est traité en permanence dans de nouvelles éditions et compléments. Le CIL est rédigé en latin, langue universelle pour les épigraphistes de ce domaine. L’Académie des sciences de Berlin-Brandebourg (BBAW) se charge de ce travail.

## Historique

### Origines ducorpus
La période de la Renaissance voit l’élaboration des premières compilations d’inscriptions antiques, sous l’impulsion des Médicis à Florence et du pape Sixte IV à Rome. Les premiers recueils, comme le Inscriptiones antiquae totius orbis Romani publié à Heidelberg en 1603, ont cherché à rassembler les versions définitives de toutes les inscriptions latines et grecques publiées antérieurement. Jean Gruter est également un précurseur. Mais l’absence de vérifications par des relevés sur site limite la portée de ce corpus. Un effort considérable de vérification pour distinguer les fausses inscriptions des vraies est synthétisé en 1765 par la publication à Lucques d’un ouvrage de référence de Scipion Maffei, l’Artis criticae lapidariae quae exstant. L’ampleur du travail de fusion et contrôle méthodique de ces ouvrages et de leurs mises à jour est telle qu'en 1815 l’Académie de Berlin se charge de financer une partie du travail, d’abord pour l’épigraphie grecque avec un Corpus inscriptionum graecarum dont la parution commence en 1828, prolongé par Ulrich von Wilamowitz-Moellendorff avec les Inscriptiones Graecae à partir de 1902. Le projet français, poussé en 1839 par l'Académie des inscriptions et Abel François Villemain, n'a pas abouti.
En 1847, à l’instigation d’Otto Jahn, un comité est créé à Berlin dans le but de publier une collection systématique des inscriptions latines. Le personnage principal du comité est Theodor Mommsen qui se charge de plusieurs des volumes concernant l’Italie. Une grande partie du travail consiste pour ceux qui participent à l’entreprise à visiter eux-mêmes les lieux et les monuments pour prendre des copies du plus grand nombre possible d’originaux. Dans le cas où les inscriptions décrites auparavant ont disparu, ils essayent de reconstituer une variante exacte en comparant avec les transcriptions des auteurs précédents qui les avaient vues. Le premier volume parait en 1863.

### Actualisation des recueils
Les découvertes de nouvelles inscriptions latines posent le problème d'actualisation des volumes déjà publiés. L'Union académique internationale, constituée après la première guerre mondiale, décide en mai 1922 que chaque pays est responsable de la mise à jour pour les zones géographiques qui le concernent. L'actualisation peut se faire, au choix, soit par la réfection totale de volumes du CIL, soit par la publication de documents complémentaires. La France opte pour la reprise du volume du CIL en ce qui concerne l'Afrique du Nord, alors sous sa domination, et pour la publication de nouveaux documents pour la Gaule, en commençant par le catalogue des Inscriptions latines de Gaule narbonnaise, publié en 1929.
Toutefois, le découpage géographique initial des promoteurs du CIL tend à être délaissé pour des spécialisations basées sur les actuelles frontières nationales voire régionales. Tandis que les suppléments du volume XIII (les trois Gaules et la Germanie) réalisés par les Allemands Finke, Nesselhauf, et Libe ne couvraient que l'Allemagne actuelle et une partie de la Gaule Belgique, le catalogue des Inscriptions latines des Trois Gaules de Pierre Wuilleumier publié en 1963 se limitait à la seule France,.

## Présentation
Le CIL comporte actuellement 17 volumes avec plus de 70 fascicules et contient environ 180 000 inscriptions. 13 volumes supplémentaires contiennent planches et index. Le premier volume, en deux parties, contient les inscriptions les plus anciennes jusqu’à la fin de la République romaine ; les volumes II à XIV sont répartis géographiquement : le volume XIII est consacré, par exemple, aux inscriptions des provinces gauloises et germaniques. (Cependant, pour certaines régions, les volumes correspondants du CIL ont été remplacés par d’autres collections). Les volumes XV à XVII contiennent des catégories particulières d’inscriptions :
- instrumentum domesticum (objets domestiques),
- diplômes militaires,
- bornes milliaires.

Un volume XVIII qui doit contenir les Carmina Latina Epigraphica est en préparation. Un Index Numerum latin, un répertoire pour le Corpus Inscriptionum Latinarum, a été publié en 2004.
Les descriptions se composent d’une reproduction de l’inscription originale (si elle existe encore), les dessins montrent les lettres dans leur grandeur et leur position originales, et une interprétation essaie de reconstituer les abréviations et les parties de textes manquantes. un commentaire succinct en latin accompagne l'inscription. Les inscriptions considérées comme fausses (d'origine douteuse ou non vérifiables) sont identifiées par un numéro suivi d'un astérisque et sont placées en tête du volume, sauf pour le volume VI sur Rome pour lequel elles sont si nombreuses (plus de 3 600) qu'elles sont groupées dans un fascicule à part.

## Liste des volumes
La liste des volumes du CIL est la suivante (la date indiquée est celle de la première parution) :
- Volume I : Inscriptiones Latinae antiquissimae ad C. Caesaris mortem (inscriptions latines les plus anciennes jusqu’à la mort de César), 1893
- Volume II : Inscriptiones Hispaniae Latinae (inscriptions latines espagnoles), 1892
- Volume III : Inscriptiones Asiae, provinciarum Europae Graecarum, Illyrici Latinae (inscriptions latines d’Asie, des provinces grecques d’Europe et d’Illyrie), 1873
- Volume IV : Inscriptiones parietariae Pompeianae, Herculanenses Stabianae (inscriptions de Pompéi, Herculanum et Stabies), 1871
- Volume V : Inscriptiones Galliae Cisalpinae Latinae (inscriptions latines de Gaule cisalpine), 1872
- Volume VI : Inscriptiones Urbis Romae Latinae (inscriptions latines de la ville de Rome), 1876
- Volume VII : Inscriptiones Britanniae Latinae (inscriptions latines de Bretagne), 1873
- Volume VIII : Inscriptiones Africae Latinae (inscriptions latines d’Afrique romaine), 1881
- Volume IX : Inscriptiones Calabriae, Apuliae, Samnii, Sabinorum, Piceni Latinae (inscriptions latines de Calabre, d’Apulie, du Samnium, des Sabins, du Picenium), 1883
- Volume X : Inscriptiones Bruttiorum, Lucaniae, Campaniae, Siciliae, Sardiniae Latinae (inscriptions latines du Bruttium, de Lucanie, de Campanie, de Sicile, de Sardaigne), 1883
- Volume XI : Inscriptiones Aemiliae, Etruriae, Umbriae Latinae (inscriptions latines d’Émilie, d’Etrurie, d’Ombrie), 1888
- Volume XII : Inscriptiones Galliae Narbonensis Latinae (inscriptions latines de Gaule narbonnaise), 1888
- Volume XIII : Inscriptiones trium Galliarum et Germaniarum Latinae (inscriptions latines des trois Gaules et de Germanie), 1899
  - dernier supplément publié : 1916[4]
- Volume XIV : Inscriptiones Latii veteris Latinae (inscriptions latines du Latium ancien), 1887
- Volume XV : Inscriptiones Urbis Romae Latinae. Instrumentum domesticum (inscriptions latines de la ville de Rome, objets domestiques), 1891
- Volume XVI : Diplomata militaria (diplômes militaires), 1936
- Volume XVII : Miliaria Imperii Romani (bornes milliaires de l’Empire romain), 1986